# نجیب الامام
نجیب الامام (انگلیسی: Néjib Liman؛ زادهٔ ۱۲ ژوئن ۱۹۵۳) بازیکن سابق فوتبال اهل تونس است.
وی عضو تیم ملی فوتبال تونس در جام جهانی فوتبال ۱۹۷۸ بوده‌است.